# American Football League
De American Football League (AFL) was een professionele American footballcompetitie in de Verenigde Staten. De competitie werd opgericht in 1959 en opgeheven in 1970. In 1970 werd de AFL samengevoegd met de National Football League (NFL) onder de laatstgenoemde naam. Dit betekende dat de 10 teams, die bij de AFL aangesloten waren, werden toegevoegd aan het aantal teams van de NFL. Deze teams kwamen, samen drie andere NFL-teams, in de American Football Conference. De overige NFL-teams vormden de National Football Conference.

## Oprichting
In de jaren 50 groeide de populariteit van de National Football League enorm. De Chicago Cardinals konden daar echter niet van profiteren, omdat stadsgenoot Chicago Bears veel populairder was. De eigenaren probeerden het team eerst te verplaatsen naar Saint Louis, maar toen dat niet lukte probeerden ze investeerders aan te trekken. Enkele zakenlieden (waaronder Lamar Hunt, later ook mede-oprichter van de Amerikaanse voetbalcompetitie) waren erin geïnteresseerd om het team over te nemen, maar de huidige eigenaren wilden hun meerderheidsbelang niet opgeven.
Toen het Hunt en co niet lukte om de Cardinals over te nemen, deden ze aan NFL-voorzitter Bert Bell het voorstel om de competitie uit te breiden. Deze weigerde echter, maar Hunt kreeg later een nieuw plan: in plaats van uitbreiding van de NFL, wilde hij een geheel nieuwe competitie opzetten. Hij nam contact op met de andere ondernemers die eerst ook de Cardinals wilden overnemen en wist ze te overtuigen: Bud Adams zou een ploeg oprichten in Houston en Bob Howsam eentje in Denver. Hunt zelf zou zijn ploeg vestigen in zijn thuisstad Dallas.
De volgende die overstag ging was Max Winter, die samen met zijn zakenpartner Bill Boyer een team zou beginnen in de hoofdstedelijke regio van Minnesota. Andere locaties waar Hunt een team wilde, waren Los Angeles en Seattle aan respectievelijk de zuidoost- en noordoostkust en Buffalo en New York in het noordoosten (de staat New York). Het plan voor Seattle faalde, maar toen het oprichten van de competitie bekend werd gemaakt, in de zomer van 1959, kreeg Hunt toezeggingen van Barron Hilton en Harry Wismer, die een team wilden vestigen in resp. Los Angeles en New York. Het lukte Hunt echter nog niet om Pat McGroder over te halen; Hunt zag McGroder als de ideale ondernemer om een team in Buffalo te financieren, maar McGroder hoopte dat de NFL uit zou breiden naar zijn stad.
In augustus hadden de toekomstige eigenaren hun eerste officiële ontmoetingen; er werd inderdaad bepaald dat Dallas, Denver, Houston, Los Angeles, Minneapolis/Saint Paul en New York een team toegewezen zouden krijgen. Later besloot men dat de competitie American Football League zou gaan heten. Hoewel de NFL niet direct vijandig reageerde, probeerden de eigenaren van NFL-teams wel om de AFL te ondermijnen, door de eigenaren een nieuw NFL-team of een belang in een huidig team te beloven. Enkel Winter en Boyer (Minneapolis/Saint Paul) gingen overstag en in 1961 werden de Minnesota Vikings inderdaad opgericht als NFL-team.
De NFL bleek toch heil te zien in uitbreiding, want ze wilden ook ondernemers een kans geven om een team te starten in Dallas in Houston. In die laatste stad werd uiteindelijk geen team geplaatst, maar in 1960 werden de Dallas Cowboys wel lid van de NFL. Ten slotte kregen de eigenaars van de Chicago Cardinals (waardoor het eigenlijk allemaal begonnen was) alsnog permissie om hun team te verplaatsen naar Saint Louis.
Het zevende team werd gefinancierd door Ralph Wilson, die oorspronkelijk zijn team wilde plaatsen in Miami. Toen dit niet haalbaar bleek, besloot hij - na onderhandeling met Pat McGroder - een team te beginnen in Buffalo. Eind november werd het achtste team toegewezen aan een groep van tien ondernemers uit Boston.
Omdat de Minneapolis/Saint Paul-groep zich uiteindelijk terugtrok, bleven er slechts zeven teams over. Op last van Barron Hilton (Los Angeles) zou de vervanger in Californië worden gezocht (dit zou schelen op de reiskosten en de rivaliteit doen aanwakkeren) en na een korte zoektocht werd het laatste team gegeven aan een groep ondernemers uit Oakland.

## Relatie met de NFL
Hoewel de toeschouwersaantallen in de eerste jaren lang niet zo hoog waren als in de NFL, werd de competitie wel geholpen door een contract met televisiezender ABC om hun wedstrijden uit te zenden. Bovendien wist de AFL enkele goede universiteitsspelers te contracteren: in 1960 tekenden zes van de tien eerste keuzes uit de NFL Draft voor een AFL-team.
De competitiviteit tussen de AFL en de NFL om de beste spelers aan te trekken resulteerde in torenhoge salarissen en in 1966 werd besloten dat de competities samen zouden gaan. In de overeenkomst werd onder meer besloten dat:
- alle ploegen zouden blijven bestaan en geen enkel team zou worden gedwongen om te verplaatsen.
- NFL-teams die in dezelfde regio zaten als een AFL-team daarvoor een schadevergoeding zouden ontvangen. Dit gold voor de New York Jets (AFL) en de New York Giants (NFL), die allebei uit New York kwamen, en voor de Oakland Raiders (AFL) en de San Francisco 49ers (NFL), die allebei in de San Francisco Bay Area gehuisvest waren. Dit was een compromis, aangezien de NFL eerder wilde dat de Jets en de Raiders zouden verhuizen.
- de competities samen één draft zouden houden. Hiervoor was er een aparte draft voor zowel de AFL als de NFL.
- de AFL- en de NFL-teams niet tegen elkaar zouden spelen. Wel zouden de kampioenen van beide competities elkaar ontmoeten in een AFL-NFL World Championship Game.
- de fusie in 1970 een feit zou worden. De samengevoegde competitie zou de naam van de NFL dragen, maar de geschiedenis van de AFL en haar teams zou worden opgenomen in de NFL.

Toen de fusie in 1970 uiteindelijk zou gebeuren, had de AFL tien teams en de NFL zestien. Dit zou de basis vormen voor de twee conferences waaruit de NFL nu nog altijd bestaat (de American Football Conference en de National Football Conference), maar om er twee gelijke conferences van te maken, zouden de Baltimore Colts, de Cleveland Browns en de Pittsburgh Steelers ook lid worden van de American Football Conference.
De AFC bestond uit drie divisies, die ongeveer vergelijkbaar waren met de divisies uit de AFL-periode: de Houston Oilers verlieten de Eastern Division en de Cincinnati Bengals verlieten de Western Division. Zij kwamen samen met de Cleveland Browns en de Pittsburgh Steelers in de nieuwe Central Division, terwijl de Baltimore Colts lid zou worden van de Eastern Divsion.

## Teams
In de tienjarige historie van de competitie kwamen er tien teams uit in de American Football League. De volgende teams waren actief in het laatste seizoen:
Eastern Division
| Team            | Stad                  | Opgericht | Titels           | Eerdere naam                |
| --------------- | --------------------- | --------- | ---------------- | --------------------------- |
| Boston Patriots | Boston, Massachusetts | 1960      | geen             |                             |
| Buffalo Bills   | Buffalo, New York     | 1960      | 2 (1964 en 1965) |                             |
| Houston Oilers  | Houston, Texas        | 1960      | 2 (1960 en 1961) |                             |
| Miami Dolphins  | Miami, Florida        | 1966      | geen             |                             |
| New York Jets   | New York, New York    | 1960      | 1 (1968)         | New York Titans (1960-1962) |

Western Division
| Team               | Stad                  | Opgericht | AFL Titels             | Eerdere naam                |
| ------------------ | --------------------- | --------- | ---------------------- | --------------------------- |
| Cincinnati Bengals | Cincinnati, Ohio      | 1968      | geen                   |                             |
| Denver Broncos     | Denver, Colorado      | 1960      | geen                   |                             |
| Kansas City Chiefs | Kansas City, Missouri | 1960      | 3 (1962, 1966 en 1969) | Dallas Texans (1960-1962)   |
| Oakland Raiders    | Oakland, Californië   | 1960      | 1 (1967)               |                             |
| San Diego Chargers | San Diego, Californië | 1960      | 1 (1963)               | Los Angeles Chargers (1960) |

## Seizoensopzet
Van 1960-1968 speelde elk team veertien wedstrijden in een seizoen. De beste teams van elke divisie (oost en west) speelden dan om het kampioenschap. In de even seizoenen (1960, 1962, et cetera) werd het kampioenschap gespeeld in het stadion van het beste team in de Eastern Division; in de oneven seizoenen was het beste seizoen in de Western Division gastheer van de finale.
Het kwam tweemaal voor dat twee teams aan het eind van het seizoen de eerste plek deelden. In die gevallen werd er een beslissingswedstrijd gespeeld om te bepalen wie er aan mocht treden om het kampioenschap: in 1963 (Eastern Division) wonnen de Boston Patriots met 26-8 bij de Buffalo Bills en in 1968 (Western Division) versloegen de Oakland Raiders de Kansas City Chiefs met 41-6. In beide gevallen verloor het team dat zich plaatste via de beslissingswedstrijd uiteindelijk het kampioenschap.

In 1969 werd er een ander systeem gebruikt: in plaats van de beste ploegen per divisie, mochten nu de beste twee ploegen per divisie strijden om de titel. De divisie-winnaars hadden in de halve finales het thuisvoordeel, maar de beste oostelijke ploeg, New York Jets, verloor desondanks met 13-6 van de Kansas City Chiefs. Aangezien de Oakland Raiders, de beste ploeg in het westen, geen moeite hadden met de Houston Oilers (56-7), was het laatste AFL-seizoen tevens het enige seizoen waarin er geen team uit de Eastern Division in de finale stond.

## Kampioenen
| #  | Seizoen | Datum            | Winnend team       | Score      | Verliezend team      | Stadion                         | Stad                  | Toeschouwers |
| -- | ------- | ---------------- | ------------------ | ---------- | -------------------- | ------------------------------- | --------------------- | ------------ |
| 1  | 1960    | 1 januari 1961   | Houston Oilers     | 24–16      | Los Angeles Chargers | Jeppesen Stadium                | Houston, Texas        | 32.183       |
| 2  | 1961    | 24 december 1961 | Houston Oilers     | 10–3       | San Diego Chargers   | Balboa Stadium                  | San Diego, Californië | 29.556       |
| 3  | 1962    | 23 december 1962 | Dallas Texans      | 20–17 n.v. | Houston Oilers       | Jeppesen Stadium                | Houston, Texas        | 37.981       |
| 4  | 1963    | 5 januari 1964   | San Diego Chargers | 51–10      | Boston Patriots      | Balboa Stadium                  | San Diego, Californië | 30.127       |
| 5  | 1964    | 26 december 1964 | Buffalo Bills      | 20–7       | San Diego Chargers   | War Memorial Stadium            | Buffalo, New York     | 40.242       |
| 6  | 1965    | 26 december 1965 | Buffalo Bills      | 23–0       | San Diego Chargers   | Balboa Stadium                  | San Diego, Californië | 30.361       |
| 7  | 1966    | 1 januari 1967   | Kansas City Chiefs | 31–7       | Buffalo Bills        | War Memorial Stadium            | Buffalo, New York     | 42.080       |
| 8  | 1967    | 31 december 1967 | Oakland Raiders    | 40–7       | Houston Oilers       | Oakland-Alameda County Coliseum | Oakland, Californië   | 53.330       |
| 9  | 1968    | 29 december 1968 | New York Jets      | 27–23      | Oakland Raiders      | Shea Stadium                    | New York, New York    | 62.627       |
| 10 | 1969    | 4 januari 1970   | Kansas City Chiefs | 17–7       | Oakland Raiders      | Oakland-Alameda County Coliseum | Oakland, Californië   | 53.561       |

## Super Bowl
Aangezien er geen wedstrijden waren tussen de AFL-teams en de teams van de concurrerende NFL, was het voor de fans maar de vraag welke ploeg de beste van het land was. In de fusie-overeenkomst van 1966 werd echter wel besloten om tot aan de fusie een finale te spelen tussen de kampioenen van beide competities. In de eerste editie van die AFL-NFL World Championship Game waren de Kansas City Chiefs nog niet opgewassen tegen NFL's kampioen Green Bay Packers (10-35) en een jaar later moesten de Oakland Raiders het met een iets kleiner verschil (14-33) afleggen tegen diezelfde Packers.
In 1968 kreeg deze wedstrijd voor het eerst de naam Super Bowl. Met terugwerkende kracht worden de vorige twee wedstrijden in Super Bowl I en II omgedoopt. In de Super Bowl III die dat seizoen op het programma staat zijn de New York Jets het eerste AFL-team dat de wedstrijd weet te winnen: 16-7 tegen de Baltimore Colts. Ook in het laatste jaar voor de fusie is het de kampioen van de AFL die weet te winnen: de Kansas City Chiefs verslaan de Minnesota Vikings uit de NFL in Super Bowl IV met 23-7.